# Йосиф Чаплич-Шпанівський

герб Кердея

Йосиф Чаплич-Шпанівський (? — 23 лютого 1655) — український православний релігійний діяч. Архимандрит Миколаївського монастиря в Мильцях, єпископ Луцький та Острозький (1650—1655 роки).

## Життєпис
Походив з волинської родини Чапличів гербу Кердея, в якій сприймали вплив західної культури. Серед найближчих родичів були ревні аріяни, їхні покровителі. Внук ревного оборонця православ'я Федора Чаплича, син Миколи.
Після поділу родинного спадку в 1632 році отримав місто Космачів (тепер село, Костопільський район, Рівненщина). Ім'я в хрещенні невідоме. Вживав у актах, писаних кирилицею, ім'я законне, писане польською мовою — Józef. Як ігумен Миколаївського монастиря (Мильці) від імені митрополита Петра Могили у 1639 році протестував проти діяльності холмського унійного єпископа Методія Терлецького. В 1639 луцький православний єпископ Олександр Пузина намагався надати йому посаду свого вікарія з правом наступництва, що тричі на сеймиках луцьких підтримувала волинська шляхта. Після смерті О. Пузини згаданий 23 червня 1650 року як єпископ-номінант на Луцьку кафедру, з липня 1650 року єпископ луцький (дати призначення, королівського привілею, фактичного входження на посаду невідомі). Восени 1650 року митрополит Сильвестр Косов в інструкції посланнику Старушевичу до короля Яна II Казімежа скаржився, що Й. Чаплич-Шпановський не обійняв єпископства. Діяльність припала на роки Хмельниччини.
Прихильник і продовжувач лінії Петра Могили. Невдовзі після його смерти вніс до новогрудських міських (гродських) актів його заповіт 20 березня 1647 року. Брав участь у соборі православних у Києві 1650 року. Тоді з іншими православними братами зобов'язався щорічно 2 лютого платити по 500 золотих польських для колегіуму в Києві для навчання молоді, яка могла би бути опорою та слугою Святої Східної Церкви. Опікувався правами одновірців: з цією метою вніс до актів міста Луцька привілей Яна II Казімежа для дизунітів від 12 січня 1650 року.